# Босацкий, Бартош
Ба́ртош Боса́цкий (пол. Bartosz Bosacki; род. 20 декабря 1975, Познань, Польша) — польский футболист, защитник. Выступал в сборной Польши.

## Биография

### Клубная карьера
Выступал за молодёжную команду СКС 13 из своего родного города Познань. Зимой 1995 года попал в познанский «Лех». В чемпионате Польши дебютировал 29 апреля 1995 года в матче против любинского «Заглембе» (2:2). В сезоне 1995/96 стал основным игроком команды, проведя 26 матчей в чемпионате. Летом 1998 года перешёл в «Амику» из города Вронки. В команде дебютировал 25 июля 1998 года в матче против познанского «Леха» (2:1). Первый гол забил 17 октября 1998 года в матче против «Одры» из Водзислава-Слёнски (3:1), Босацкий забил гол на 20 минуте в ворота Гжегожа Томалы. Вместе с командой выиграл Кубок Польши: 1997/98, 1998/99 и 1999/00. Летом 2002 года снова оказался в «Лехе». В сезоне 2003/04 выиграл Кубок Польши в финале «Лех» обыграл варшавскую «Легию» по сумме двух матчей (2:1).
Летом 2004 года перешёл в немецкий «Нюрнберг», клуб за него заплатил 150 тысяч евро. В команде в то время играл другой поляк Томаш Хайто. В Бундеслиге дебютировал 7 августа 2004 года в выездном матче против «Кайзерслаутерна» (1:3). Всего за «Нюрнберг» в чемпионате Германии провёл 17 матчей.
Зимой 2006 года снова вернулся в «Лех». Летом 2008 года принял участие в успешной квалификации к Лиге чемпионов, «Лех» обыграл азербайджанский «Хазар-Ленкорань» и швейцарский «Грассхоппер». В группе «Лех» занял 3 место уступив испанскому «Депортиво Ла-Корунья» и российскому ЦСКА и обошёл французский «Нанси» и голландский «Фейеноорд». В 1/16 финала «Лех» уступил итальянскому «Удинезе». Бартош всего в Лиге чемпионов провёл 8 матчей. В сезоне 2008/09 «Лех» занял 3 место в Экстраклассе уступив варшавской «Легии» и краковской «Висле». В Кубке Польши «Лех» одержал победу, в финале обыграв хожувский «Рух» (0:1). 26 апреля 2009 года провёл свой 300-сотый матч в чемпионате Польши и вошёл в клуб 300, сам матч закончился ничьей против в «Легии» (1:1), за «Лех» гол забил Роберт Левандовский. Сейчас Бартош Босацкий капитан «Леха».

### Карьера в сборной
В национальной сборной Польши дебютировал 10 февраля 2002 года в городе Лимасол в товарищеском матче против Фарерских островов (2:1), Босацкий вышел на 46 минуте вместо Томаша Москалы. Следующею игру провёл через 2 года 28 апреля 2004 года в матче против Ирландии (0:0), Босацкий вышел на 81 минуте вместо Томаша Клоса. Бартош был включён главным тренером сборной Польши Павлом Янасом на чемпионат мира 2006 в Германии, из-за медицинских проблем Дамиана Горавского. Первый матч на мундиале провёл 14 июня против хозяев немцев (1:0), Германия выиграла благодаря голу Оливера Нёвилля в дополнительное время. В последнем матче 20 июня против Коста-Рики (1:2), забил 2 гола в ворота Хосе Порраса. И был призван лучшим игроком матча. В своей группе А, Польша заняла 3 место уступив Эквадору и Германии и опередив Коста-Рику.

## Достижения
- Бронзовый призёр чемпионата Польши (1): 2008/09
- Обладатель Кубка Польши (5): 1997/98, 1998/99, 1999/00, 2003/04, 2008/09
- Обладатель Суперкубка Польши (1): 2009